# A Nightmare to Remember
«A Nightmare to Remember» ("Una pesadilla para recordar") es la primera canción del álbum Black Clouds & Silver Linings de la banda de metal progresivo Dream Theater. Tiene una duración de 16 minutos, siendo la segunda más larga del álbum. La letra de la canción habla de un accidente de coche en el cual Petrucci se vio involucrado cuando era niño según Rick Wilson. Esta canción contiene muchos cambios de tempo y una sección con solos de Jordan Rudess y John Petrucci. Se caracteriza principalmente por el uso de blast beats, en el que se puede apreciar un tinte más duro y oscuro (notándose explícitamente a los minutos previos al final del tema), presentando a Opeth como posible influencia. Además de esto, en el minuto 11 comienza una sección de gran velocidad y precisión rítmica por parte de Mike Portnoy, en conjunto a las melodías oscuras que presenta el tema, se añade el uso de voces "pesadas" (grabadas en estudio por Portnoy), y ejecutadas en algunas presentaciones en vivo por Mikael Åkerfeldt, evidenciando claramente la influencia de Opeth sobre el tema. En los conciertos de su gira mundial en 2009-2010, A Nightmare To Remember fue la primera canción en los setlist. 

## Intérpretes
- James LaBrie - Voz
- John Petrucci - Guitarra y coros
- Jordan Rudess - Piano,  Continuum
- John Myung - Bajo
- Mike Portnoy - Batería y coros

- Datos: Q5654179